# قاعة ولائم
قاعة الولائم أو قاعة المناسبات أو قاعة الاستقبال هي غرفة ذات أغراض خاصة أو مبنى يستخدم لاستضافة الأحداث الاجتماعية والتجارية الكبيرة. عادةً ما تكون قاعة الحفلات قادرة على تقديم وجبة لعشرات إلى مئات الأشخاص في الوقت المناسب. يستأجرها الأشخاص والمنظمات لإقامة الحفلات أو الولائم أو حفلات الزفاف أو غيرها من المناسبات الاجتماعية. تستأجرها الشركات لعقد اجتماعات المبيعات وأحداث تدريب الموظفين وأحداث جوائز الموظفين واحتفالات الشركات والحفلات.

## الصور

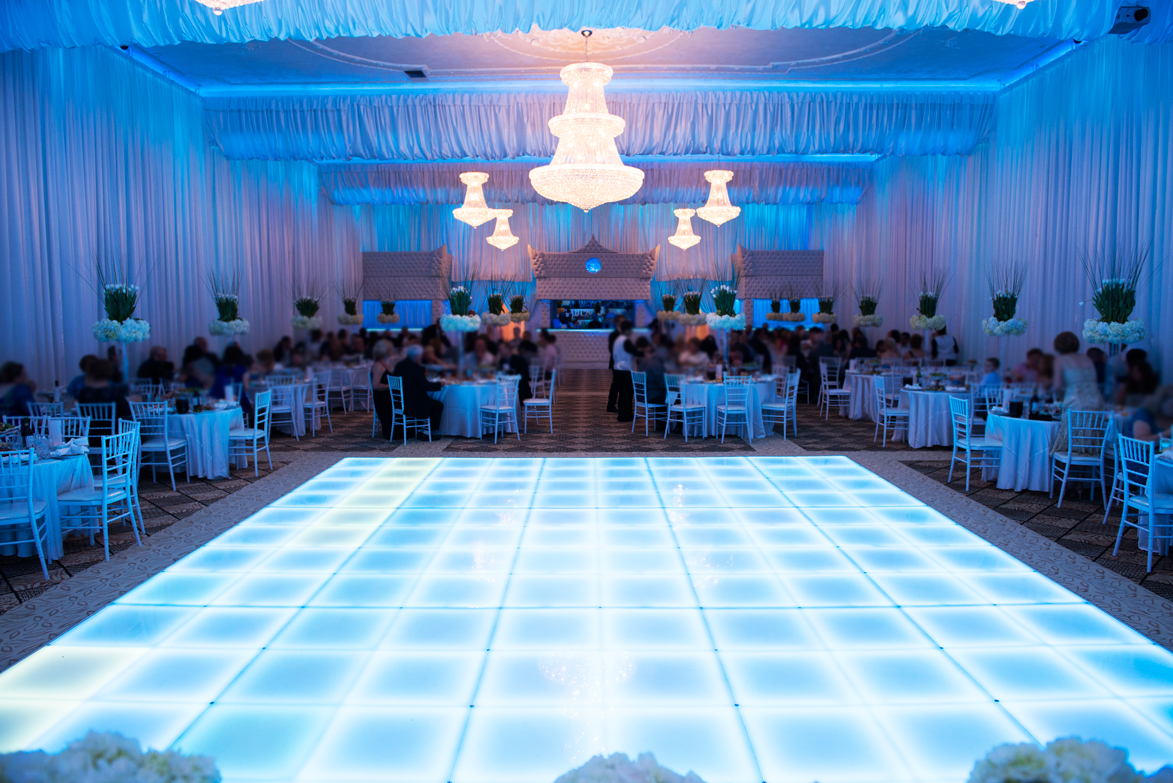
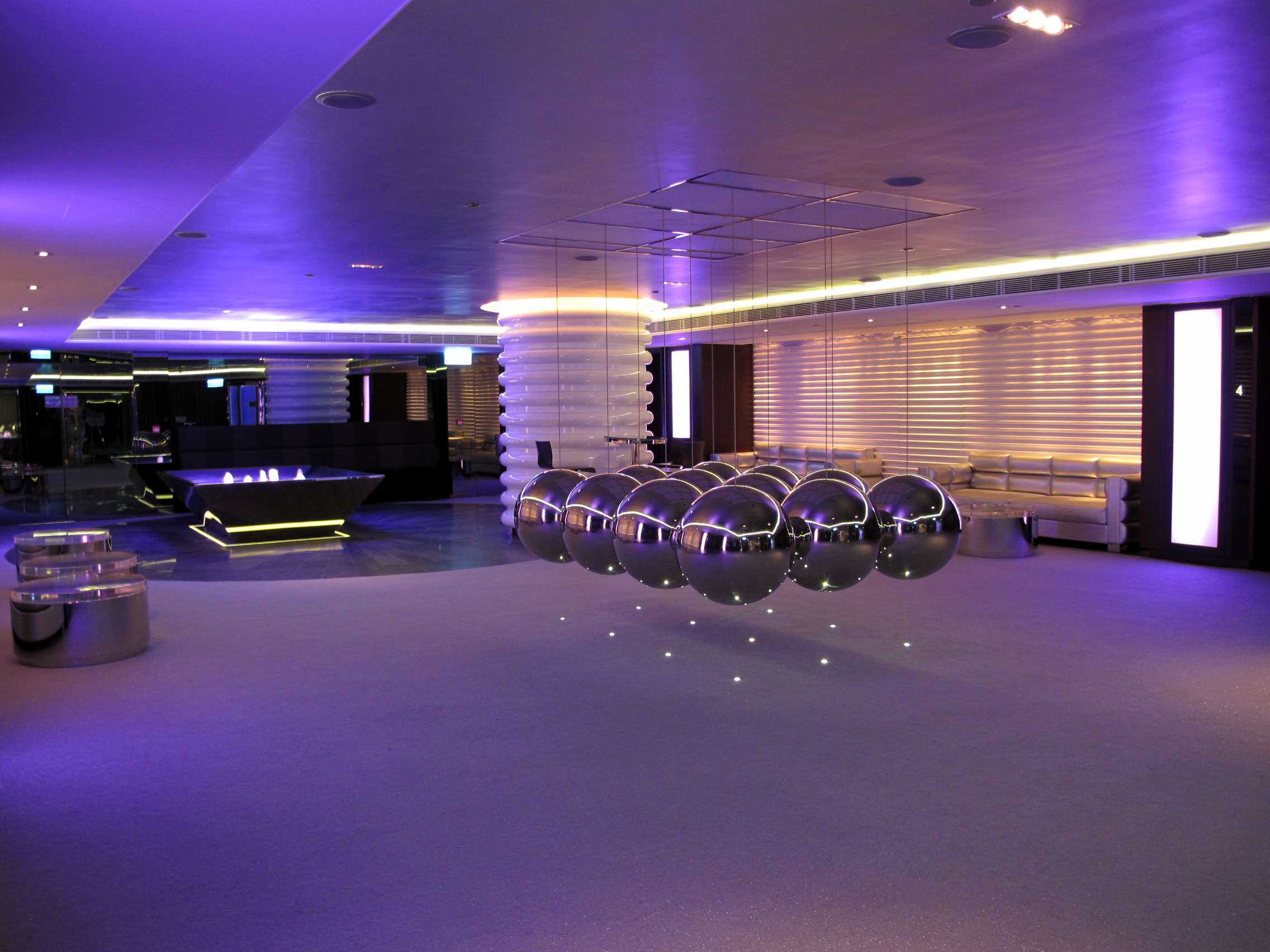
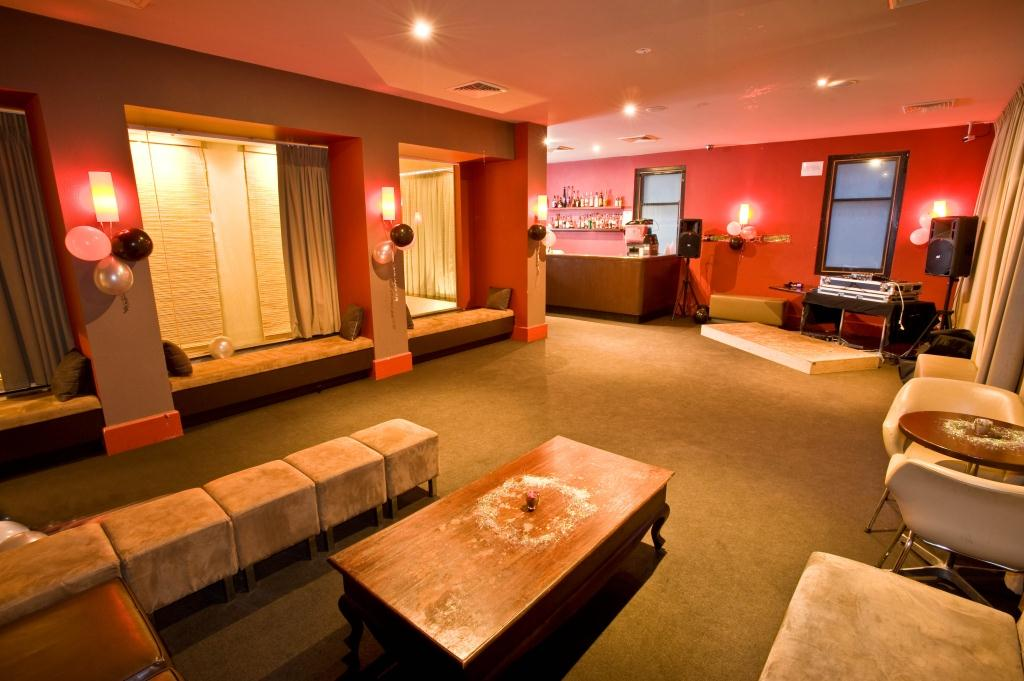
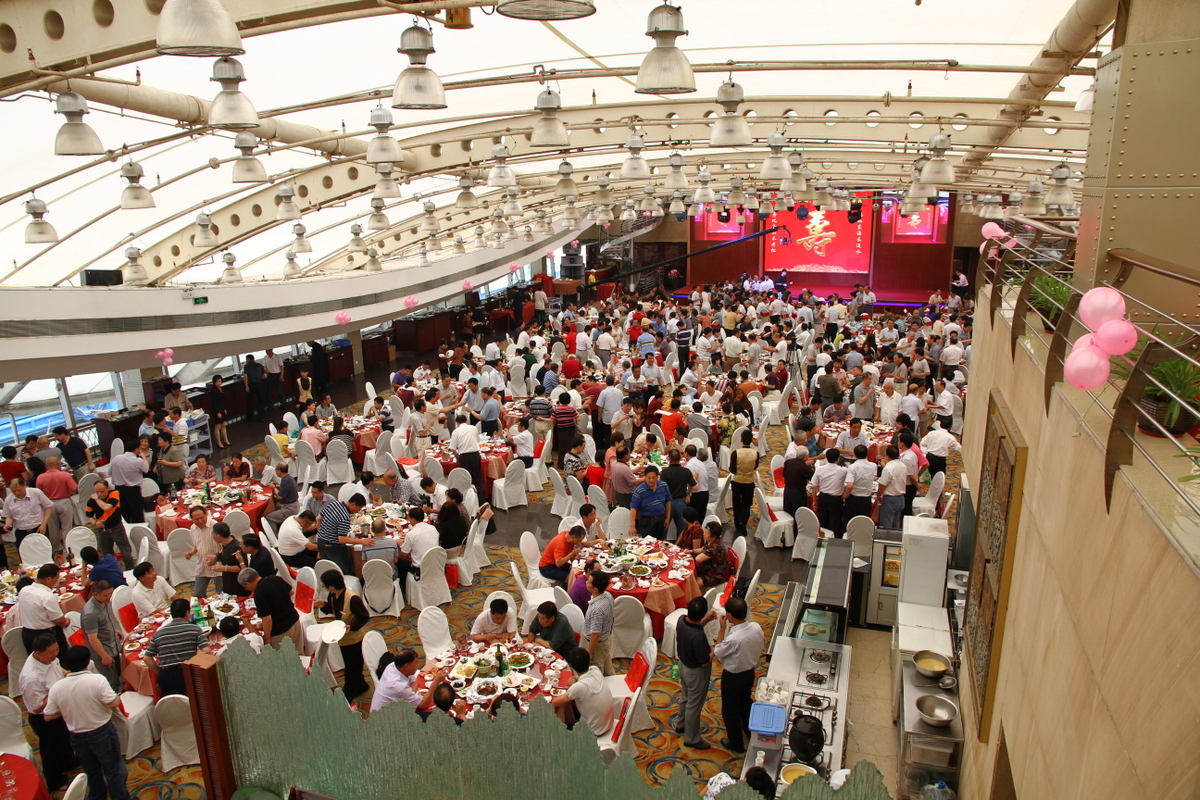
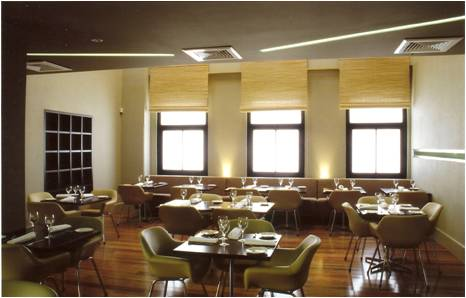
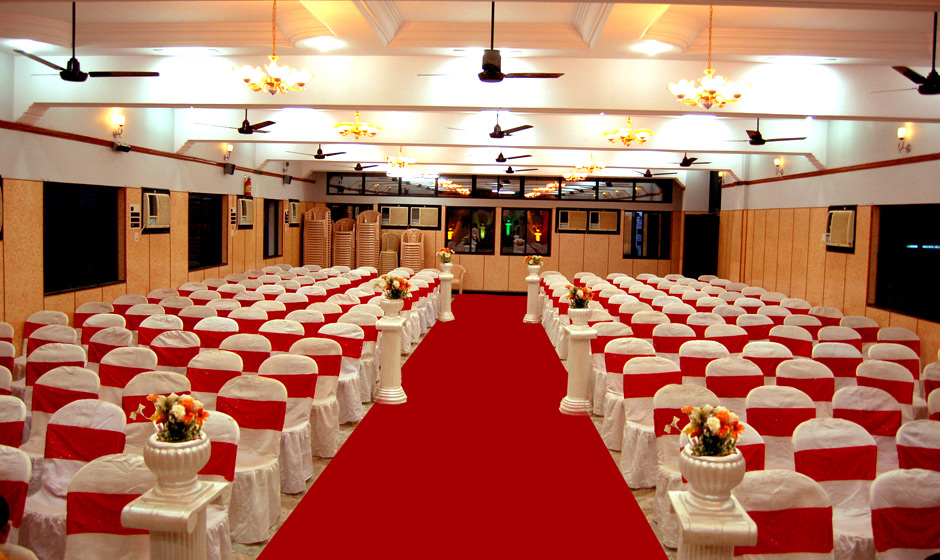
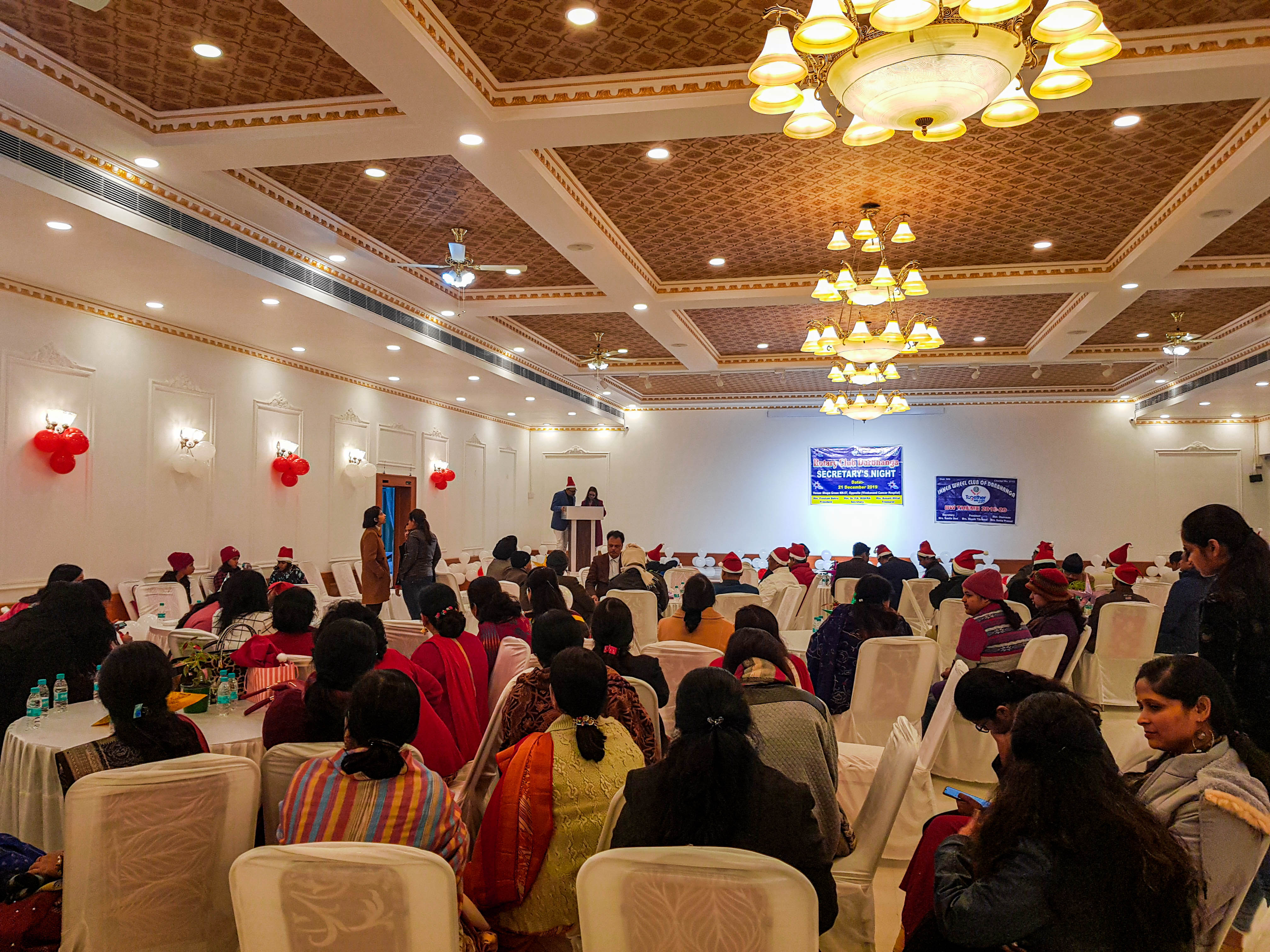